# Elfego Monzón
Elfego Hernán Monzón Aguirre (Ciudad de Guatemala, 5 de mayo de 1912-Ciudad de Guatemala, 6 de junio de 1981) fue un dirigente de la junta militar de 1954 en Guatemala del 29 de junio al 1 de septiembre de 1954.

## Integrantes del Gobierno militar (1954)
- Coronel Elfego H. Monzón
- Coronel José Luis Cruz Salazar
- Mauricio Dubois

La junta de Monzón, José Luis Cruz Salazar y Mauricio Dubois duró cuatro días, durante ese tiempo Monzón unió al Movimiento de Liberación Nacional, mientras el ejército era mandado por el coronel Carlos Castillo Armas.